# Извольский, Александр Петрович
Алекса́ндр Петро́вич Изво́льский (6 (18) марта 1856, Москва — 16 августа 1919, Париж) — русский государственный деятель, дипломат, министр иностранных дел в 1906—1910 годах. Гофмейстер. Брат обер-прокурора П. П. Извольского. Автор воспоминаний.

## Биография
Родился в семье чиновника, ставшего впоследствии иркутским и затем екатеринославским губернатором Петра Александровича Извольского и его жены Евдокии Григорьевны, урождённой Гежелинской. В 1875 году окончил Александровский лицей. Поступил на службу в Министерство иностранных дел, работал в Канцелярии МИД, затем на Балканах под началом посла в Турции князя А. Б. Лобанова-Ростовского.
С 1882 года — первый секретарь российской миссии в Румынии, затем на такой же должности в Вашингтоне. В 1894—1897 годах министр-резидент в Ватикане, в 1897 году посланник в Белграде, в 1897—1899 годах в Мюнхене, в 1899—1903 годах в Токио и в 1903—1906 годах в Копенгагене. Был удостоен придворных званий камер-юнкера (1880) и камергера (1892). В 1895 году был пожалован чином действительного статского советника.
В 1906—1910 годах был министром иностранных дел, пользовался личной поддержкой императора Николая II. В отличие от своего предшественника на этом посту Владимира Ламсдорфа, Извольский хорошо понимал существенные недостатки в работе вверенного ему ведомства и видел необходимость серьёзных преобразований. Почти сразу же после прихода в министерство им была создана специальная комиссия, задачей которой было подготовить проект реформы. По должности эту комиссию возглавлял товарищ министра — первые два года Константин Губастов, затем — ещё полтора года — Николай Чарыков, пользовавшийся особым доверием Извольского и, наконец, Сергей Сазонов. Довести работу над проектом реформы до завершения Извольскому не удалось.
В области внешней политики Извольский принадлежал к французской ориентации и подталкивал Россию к союзу с Англией. При его участии были заключены: русско-английское соглашение 1907 и русско-японское соглашение 1907, австро-русское соглашение в Бухлау 1908 и Русско-итальянское соглашение 1909 в Раккониджи. Особенно следует отметить секретные переговоры Извольского с министром иностранных дел Австро-Венгрии Эренталем в замке Бухлау 3 (15) сентября 1908 года. Бывшие по существу личной инициативой Извольского, эти переговоры велись тайно и кроме товарища министра Николая Чарыкова никто не имел представления об их существе. Даже Николай II узнал о результатах и условиях соглашения только после заключения договора. Результаты оказались плачевны для России, они привели к международному и внутрироссийскому «скандалу Бухлау» и Боснийскому кризису 1908—1909 годов, едва не закончившемуся очередной балканской войной.
Сам Извольский так описывает причины этой сделки:

Напрасно «Новое время», а за ним и вся Россия считали, что мой австрийский коллега Эренталь меня провел, что я не показал достаточной твердости в защите славянских интересов. Зная, насколько сильна позиция Австро-Венгрии в этом вопросе (Босния и Герцеговина находились под протекторатом Австро-Венгрии по Берлинскому договору 1878 года), я перед отъездом на свидание в Бухлау зашёл к нашему военному министру и поставил ему простой вопрос: готовы ли мы к войне или нет? И когда он мне объяснил, что русская армия ещё не успела залечить маньчжурских ран, я понял, что, кроме дипломатической лавировки, мне ничего не остается делать и я ничем не смею угрожать. Вот и весь секрет.
Несмотря на личную поддержку Николая II, «тяжёлое поражение политики г-на Извольского» (по выражению П. Н. Милюкова) привело к постепенной замене всех руководителей министерства. Уже в мае 1909 года близкое доверенное лицо и товарищ министра Николай Чарыков был назначен на пост посла в Константинополе, а на его место пришёл С. Д. Сазонов, родственник Столыпина и человек, исключительно близкий к нему. Спустя полтора года Сазонов и вовсе заменил Извольского на посту министра.

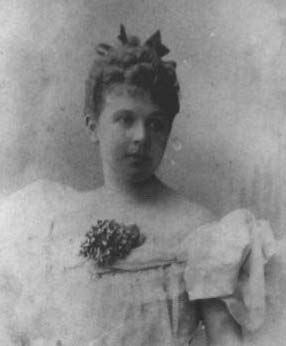
Маргарита Карловна, жена

После отставки с поста министра иностранных дел, в 1910 году Извольский — посол в Париже (до 1917 года). С 1909 года член Государственного совета по назначению. Сыграл видную роль в консолидации Антанты и подготовке 1-й мировой войны 1914—1918. В мае 1917 в чине гофмейстера вышел в отставку и впоследствии, находясь во Франции, поддерживал Белое движение.

## Гаагские мирные конференции
Извольский продолжил курс своих предшественников на создание инициированной Россией системы международной безопасности и мирного разрешения международных споров на Второй Гаагской конференции мира, проходившей под председательством России и её посла в Париже А. И. Нелидова со 2 (15) июня по 5 (18) октября 1907 года. В секретной инструкции Нелидову А. П. Извольский указывал: «Созыв Второй Конференции Мира по высочайшей воле государя императора был вдохновлен тем убеждением, что русское правительство, которому принадлежал общий почин в деле пропаганды идей международного мира, не должно выпускать из своих рук дальнейшего его направления». Интересы родины «требуют, чтобы созванная по почину императорского правительства Конференция кончилась успешно и чтобы решения, к которым она приведет, соответствовали пользам России, не налагая на неё никаких обязательств, могущих стеснить её будущее развитие, и давая вместе с тем возможность пользоваться благами международного правопорядка…» В инструкции были даны общие директивы по вопросам, предложенным на рассмотрение конференции: мирное разрешение международных споров, ограничение в применении силы при взыскании по договорным долговым обязательствам, порядок открытия военных действий, законы и обычаи сухопутной и морской войны, правила нейтралитета в сухопутной и морской войне, запрещение использовать яды, разрывные пули, снаряды и вещества, способные причинить излишние страдания. В заключение инструкции министр особо отметил, что «после войны 1904—1905 гг. России в первый раз приходится выступать здесь в вопросах мирового интереса в руководящей и ответственной роли», и заинтересованность в этом была особенно велика, так как Япония напала на Россию без объявления войны.

## Семья
Жена — графиня Маргарита Карловна Толь (1865—1942), фрейлина двора, позже кавалерственная дама ордена Св. Екатерины (меньшого креста); дочь посланника в Копенгагене К. К. Толя. В браке родились:
- сын Григорий (1892—1951), служившего директором банка Рябушинских в Париже, и
- дочь Елена (1895—1975), в 1931—1933 гг. замужем за бароном Рольфом Рудольфовичем Унгерн-Штернбергом, бывшим временным поверенным в посольстве России в Португалии, переводчицу, которая закончила свою жизнь в католическом монастыре под Нью-Йорком.

Брат — Пётр Петрович Извольский (1863—1928) — обер-прокурор Святейшего Синода, в эмиграции — протоиерей.

## Награды
- Орден Святой Анны 3-й степени (25.12.1879)
- Орден Святого Станислава 2-й степени (15.05.1883)
- Орден Святой Анны 2-й степени (01.01.1890)
- Орден Святого Владимира 3-й степени (13.04.1897)
- Орден Святого Станислава 1-й степени (01.04.1901)[6]
- Орден Святой Анны 1-й степени (28.04.1904)
- Орден Святого Владимира 2-й степени (01.01.1908)
- Орден Белого орла (14.09.1910)
- Орден Святого Александра Невского (06.04.1914)

Иностранные:
- папский орден Святого Григория Великого, большой крест (1896)
- баварский орден Святого Михаила 1-й степени (1899)
- японский орден Восходящего солнца 1-й степени (1903)
- датский орден Данеброг, большой крест (1905)
- турецкий орден Османие 1-й степени с алмазами (1906)
- французский орден Почётного легиона, большой крест (22.10.1906)[7]
- прусский орден Красного орла, большой крест (1906)
- австрийский орден Святого Стефана, большой крест (1907)[8]
- китайский орден Двойного Дракона 1-й степени 3-го класса (1907)
- итальянский орден Святых Маврикия и Лазаря, большой крест (1907)
- норвежский орден Святого Олафа, большой крест (1908)
- шведский орден Серафимов (12.05.1908)[9]
- бельгийский орден Леопольда I 1-й степени (1910)